# Svindler (film, 2021)
A Svindler (eredeti cím: The Card Counter, alternatív magyar címén A játékos) 2021-ben bemutatott amerikai bűnügyi film, melynek forgatókönyvírója és rendezője Paul Schrader, vezető producere Martin Scorsese. A főszerepben Oscar Isaac, Tiffany Haddish, Tye Sheridan és Willem Dafoe. 
A film világpremiere a Velencei Filmfesztiválon volt 2021. szeptember 2-án, ahol Arany Oroszlán jelölést kapott.

## Cselekmény
William Tell volt már börtönben, amit egészen jól viselt. Tetszett neki a napi rutin, és ott tanulta meg a lapszámolást, amit most a kaszinókban hasznosít. Nem játszik nagy tétben, nem robbant bankot, de szépen megél a haszonból. Egy nap találkozik egy fiatal sráccal, Cirk-el, aki el akar intézni egy régi sérelem miatt egy katonatisztet, Gordo-t. Cirk Will segítségét kéri, de Will-t nem érdekli a dolog. Will mindennapjait a kártya teszi ki, barátnője nincs, kicsit magányos, ezért arra kéri Cirk-et, hogy tartson vele, minden költséget áll. Így is lesz, aztán Will leszerződik egy szponzorral, aki állja a pókerversenyek költségeit, cserébe pedig osztoznak a nyereményen. Jól mennek a dolgok, Will jó formában van, de Cirk le akar lépni, ezért Will ad neki egy táska pénzt, azzal a feltétellel, hogy Cirk elmegy a rég nem látott anyjához. De Cirk inkább Gordo felé veszi az irányt, de pórul jár és életével fizet. Amikor Will ezt megtudja, feláll a pókerasztal mellől és Gordo háza felé megy és bosszút áll Cirk halála miatt.

## Szereplők
| Szerep            | Színész          | Magyar hang    |
| ----------------- | ---------------- | -------------- |
| William Tell      | Oscar Isaac      | Dolmány Attila |
| La Linda          | Tiffany Haddish  | Solecki Janka  |
| Cirk              | Tye Sheridan     | Baráth István  |
| John Gordo őrnagy | Willem Dafoe     | Rosta Sándor   |
| Mr. USA           | Alexander Babara |                |
| Sara              | Ekaterina Baker  |                |

## A film készítése
2019 októberében bejelentették, hogy Oscar Isaac kapta meg a Paul Schrader által írt és rendezett film főszerepét. 2020 januárjában Schrader bejelentette, hogy Tye Sheridan, Tiffany Haddish és Willem Dafoe is csatlakozott a stábhoz.
A forgatás 2020. február 24-én kezdődött a Mississippi állambeli Biloxiban. 2020. március 16-án a film forgatását szüneteltették, miután a világjárvány idején a Los Angelesből érkezett, egy kisebb szerepet játszó színész COVID-19 tesztje pozitív lett. A film forgatása 2020. július 6-án folytatódott, és 6 nappal később, 2020. július 12-én fejeződött be.
William magyarázata a kártyaszámolásról egyenesen, majdhogynem szó szerint a Wired YouTube videójából származik: "Blackjack Expert Explains How Card Counting Works".

## Megjelenés
2020 júliusában a Focus Features megvásárolta a film amerikai forgalmazási jogait. A film premierje 2021. szeptember 2-án volt a Velencei Filmfesztiválon, széles körben pedig 2021. szeptember 10-én mutatták be.